# Zhiguai xiaoshuo
Zhiguai xiaoshuo (en chino: 志怪小说), traducido como "cuentos de milagros", "cuentos de lo extraño", o "registros de anomalías", es un tipo de literatura que apareció en la dinastía Han y se desarrolló después de su caída en 220 d. C. y durante la dinastía Tang desde su inicio en 618. Está entre los primeros ejemplos de ficción china y trata sobre la existencia de lo sobrenatural, renacimiento y reencarnación, dioses, fantasmas, y espíritus.
Robert Ford Campany ve el género vagamente caracterizado en sus primeros ejemplos por una forma relativamente breve, a menudo solo una lista de narraciones o descripciones, escritas en prosa clásica sin rimas con un "enfoque claro y primario en cosas que son anómalas", con una moral budista o taoísta.  Campany, sin embargo, no ve las historias como "ficción" dado que los autores literarios creían realmente en la veracidad de sus relatos. . Lydia Sing-Chen Chiang sugiere que una de las funciones de estas historias era proporcionar un "contexto mediante el cual lo desconocido puede atribuirse nombres y significados y por tanto convertirse en "conocido, controlado, y utilizado". 

## Historia y ejemplos
El término zhiguai es una alusión a un pasaje en los capítulos interiores del Zhuangzi. 
La antología de inicios del siglo IV Sou Shen Ji (En busca de lo sobrenatural) editada por Gan Bao es la fuente temprana más prominente, y contiene las versiones más antiguas conocidas de gran número de leyendas folclóricas chinas. Muchas son de origen indio y fueron utilizadas para extender los conceptos budistas, como la reencarnación.  Otra de las primeras colecciones más ricas es Youming Lu, editada por Liu Yiqing (en chino tradicional, 劉義慶, 403-444), quién también compiló Una Nueva cuenta de los cuentos del Mundo.  En la dinastía Tang, la distinción entre el zhiguai y el chuanqi (historias extrañas) se volvió cada vez más difusa, y hay desacuerdos sobre los límites entre las dos. Muchas historias de ambos tipos fueron conservadas en la antología del siglo X, Taiping Guangji. 
A finales de la dinastía Ming e inicios de la  Qing, las colecciones de materiales zhiguai y chuanqi habían sido ampliamente reimpresas y complementadas por trabajos contemporáneos. Judith Zeitlin sugiere que las historias de lo extraño "inevitablemente habían empezado a perder su sentido de novedad y parecer un estereotipo...." y por tanto escritores como Pu Songling sintieron la necesidad de renovar la categoría de "lo extraño". Su colección de piezas cortas de tema sobrenatural, Historias extrañas del estudio de un charlatán, que quedó inconclusa a su muerte en 1715, amalgamó las características del zhiguai con otros estilos. 
En el siglo XXI las historias zhiguai continúan apareciendo impresas y en pantalla.